# Coemansia brasiliensis
Coemansia brasiliensis är en svampart som beskrevs av Thaxt. ex Linder 1943. Coemansia brasiliensis ingår i släktet Coemansia och familjen Kickxellaceae.   Inga underarter finns listade i Catalogue of Life.